# Nadie conoce a nadie
Nadie conoce a nadie és un film espanyol de 1999, dirigit per Mateo Gil i basat en la novel·la homònima escrita per Juan Bonilla.
Tingué una repercussió acceptable, i fou font d'inspiració per als fets de la Setmana Santa de Sevilla de l'any següent. L'any 2000 obtingué el Premi Goya als millors efectes especials.

## Argument
En Simón, un aspirant a escriptor frustrat que es dedica a escriure mots encreuats per a un diari, rep un encàrrec misteriós: ha d'incloure la paraula Adversari el pròxim Diumenge de Rams als seus mots encreuats, sota amenaça. Després de cedir a aquest xantatge, en Simón veu com comença a patir una sèrie de catàstrofes que el duen a sospitar del seu company de pis, en Sapo, el fan distanciar de la seva companya, l'Ariadna, i recórrer a l'ajuda de la María, una companya del diari, per investigar aquests fets estranys. Tot això té lloc a la ciutat de Sevilla com a rerefons i durant la Setmana Santa més multitudinària d'Espanya, que contribueix a la confusió amb pistoles làser, jocs de rol al recinte de l'Expo 92 i acusacions que acaben culpant el mateix Simón dels crims comesos.

## Repartiment
- Eduardo Noriega: Simón Cárdenas
- Jordi Mollà: Sapo
- Natalia Verbeke: María
- Paz Vega: Ariadna
- Pedro Álvarez-Ossorio: Pare Andrés
- Mauro Ribera: Rocha
- Jesús Olmedo: Bruixot
- Críspulo Cabezas: Pirata
- Joserra Cadiñanos: Dinamiter
- José Manuel Seda: Capa
- Richard Henderson: Hernández

I els cameos d'Alejandro Amenábar i Mateo Gil com a nois al bar números 1 i 2.

## Guardons
Premis
- Premi Goya als millors efectes especials per Raúl Romanillos, Manuel Horrillo, José Nuñez i Emilio Ruiz del Río

Nominacions
- Premi Goya al millor director per Mateo Gil
- Fotogramas de Plata al millor actor de cinema per Jordi Mollà